# Václav z Jihlavy
Václav z Jihlavy OFM byl český františkán činný v 2. polovině 15. století. Je uváděn jako kazatel v nově založeném konventu v Bechyni roku 1490. Posléze pobýval v Brně, kde mohl zastávat funkci lektora klášterní studií a kde dle Balbína napsal roku 1499 své dílo Testamento dilectionis Christi Domini in Evangelio. Jeho další kristologickou prací bylo Commentarium super vitam Cristi Domini in Evangelio expressam. Tato zřejmě rukopisná díla nalezl Balbín za pomoci svého přítele františkána Jindřicha Labeho v soudobých františkánských knihovnách zejména v Olomouci a Brně, jejich pozdější dochování není známo.
Františkána nelze zaměňovat s jihlavským radním a písařem Václavem z Jihlavy (1398–1477), písařem olomoucké městské knihy.